# Masel (Sprakensehl)
Masel ist ein Ortsteil der Gemeinde Sprakensehl, im Landkreis Gifhorn in Niedersachsen.

## Geographie

### Geographische Lage
Masel liegt im Südosten der Lüneburger Heide, etwas abseits der großen Verkehrswege. Der Ort befindet sich in der Gemeinde Sprakensehl im Norden des Landkreises Gifhorn.

## Geschichte

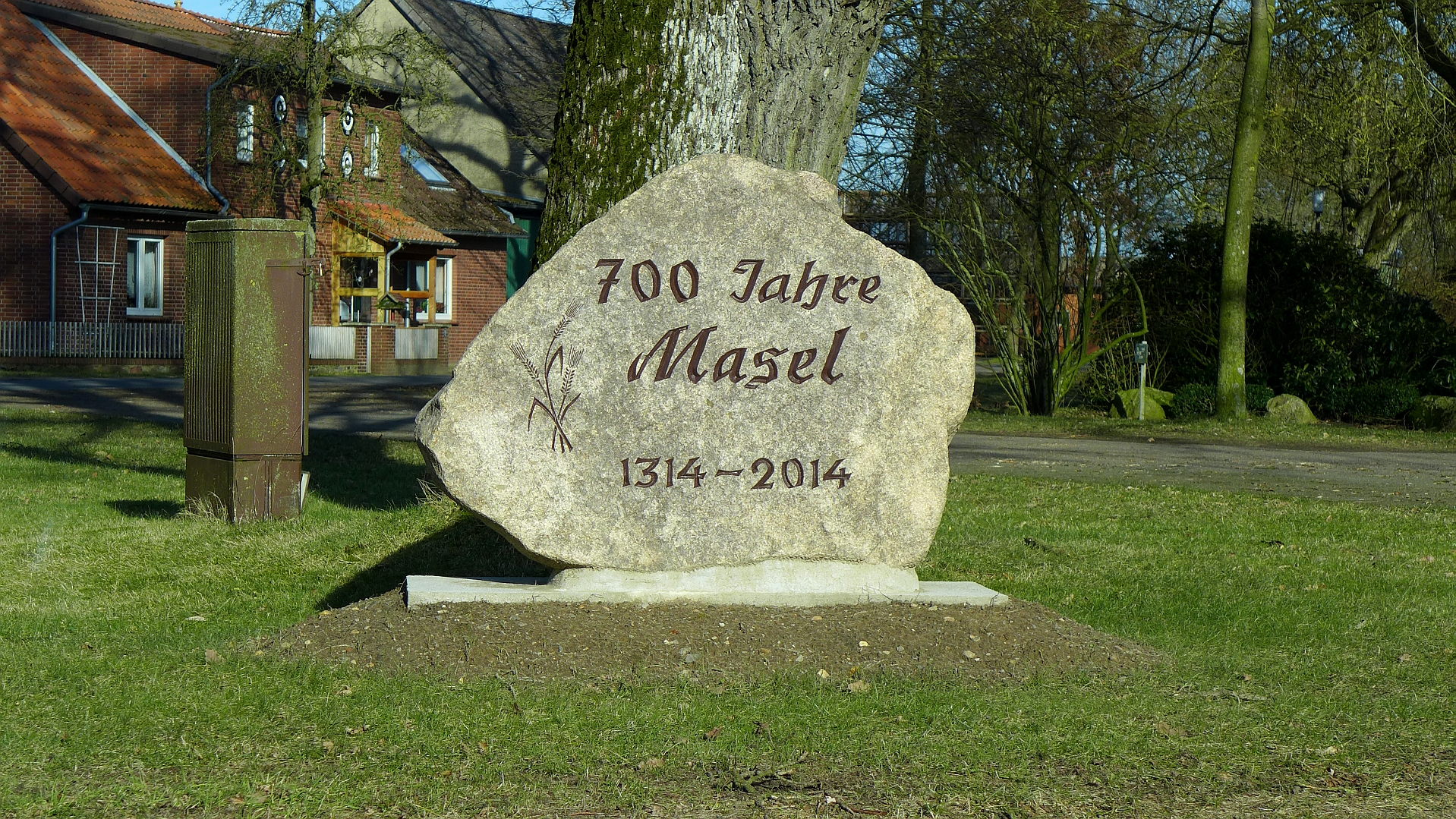
Jubiläumsstein

Die erste urkundliche Erwähnung des Ortes gab es im Zusammenhang mit Besitzrechten und geht auf das Jahr 1314 zurück. Allerdings wird angenommen, dass der Ort tatsächlich noch deutlich älter sei.
Masel wurde im Jahre 1344 noch „morsole“ genannt, was so viel bedeutet wie „Moorteich“ oder "Moortümpel".
In der Franzosenzeit gehörte Masel zum Departement der Aller des Königreichs Westphalen. 1885 wurde der Kreis Isenhagen gegründet, dem Masel angehörte. Zuvor gehörte Masel zum Amt Isenhagen.
1932 wurde der Kreis Isenhagen aufgelöst, seitdem gehört Masel zum Landkreis Gifhorn. Nach 1945 entstanden in Masel nur wenige Neubauten, so dass der Ort bis heute landwirtschaftlich geprägt ist.
Am 1. März 1974 wurde Masel in die Gemeinde Sprakensehl eingegliedert, die bis dahin selbstständige Gemeinde Masel wurde in diesem Zusammenhang aufgelöst.

### Einwohnerentwicklung
| Jahr      | 1910 | 1925 | 1933 | 1939 | 2010 | 2016 | 2021 |
| --------- | ---- | ---- | ---- | ---- | ---- | ---- | ---- |
| Einwohner | 119  | 134  | 152  | 133  | 94   | 97   | 112  |

## Religion
In Masel befindet sich keine Kirche, die nächste Kirche ist die Christophoruskirche im rund zwei Kilometer entfernten Sprakensehl. Evangelisch-lutherische Einwohner Masels gehören jedoch zur Kirchengemeinde Hankensbüttel mit der St.-Pankratius-Kirche im rund sieben Kilometer entfernten Hankensbüttel, Katholiken zur Pfarrei Maria Königin im rund sechzehn Kilometer entfernten Wittingen.

## Kultur und Sehenswürdigkeiten

### Grünflächen und Naherholung

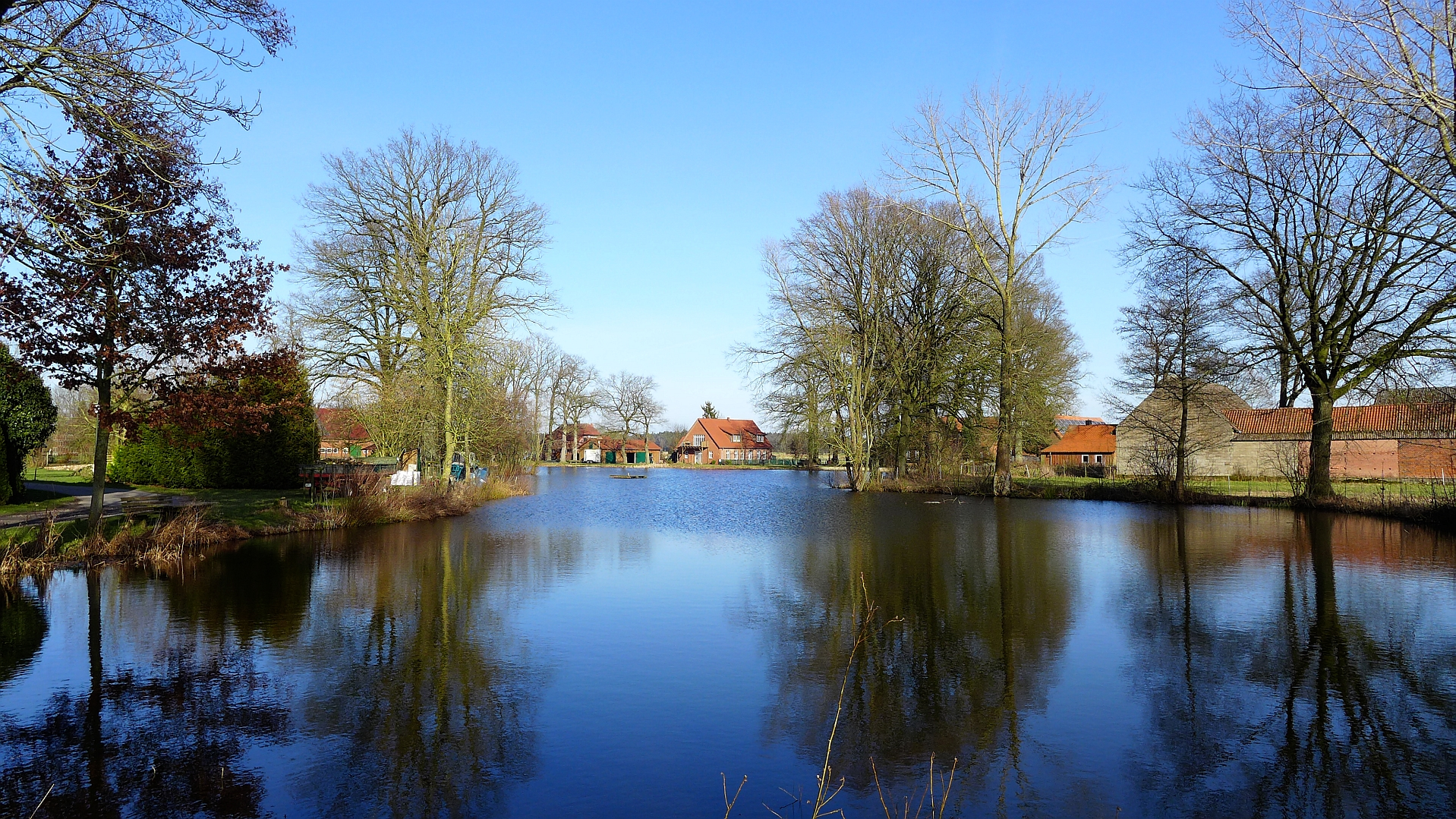
Dorfteich

Prägend für den Ort ist der Dorfteich, der eine große Fläche im Südosten von Masel einnimmt. Am Dorfteich wurde zudem ein künstlicher Strand angelegt.

### Regelmäßige Veranstaltungen
Das Schützenfest findet jährlich am zweiten Maiwochenende statt.

### Vereine und Verbände

#### Schützenverein Masel e.V.
Der Schützenverein Masel e.V. wurde am 24. Mai 1952 gegründet mit dem Ziel die Gemeinschaft im Dorf zu stärken. Das erste Schützenfest fand am 17. August 1952 und als erster Schützenkönig wurde Heinrich Warnecke gekrönt. Im Jahre 1953 wurde die erste Mitgliedermeldung an den Kreischützenbund übermittelt und man fasst den Beschluss zum Bau eines überdachten Schießstandes.
1955 wurde für den Verein eine Fahne angeschafft, welche in einer großen Fahnenweihe mit elf Nachbarvereinen geweiht wurde. Zudem wurde eine Schützenuniform fester Bestandteil des Erscheinungsbildes der Maseler Schützen. 1959 gründete der Schützenverein eine Schießsportgruppe. Ein Jahr später wurde die Jungschützenkompanie gegründet. Der erste Jungschützenkönig war Heinrich Schulze.
Der Verein unternahm im Laufe der Jahre immer wieder Schritte sich zu modernisieren. So wurde 1968 eine Damengruppe gegründet mit der auch die Frauen am Schützenfest und am Schießsport teilnehmen konnten. Als erste Frau bekam Renate Heerdes im Jahre 1969 einen Posten im Vorstand. Ursula Kosigk erhielt 1970 die erste Königinnenwürde.
1968 war der alte Schießstand im Garten eines Maseler Bürgers baufällig geworden, deshalb wurde noch im gleichen Jahr auf dem Gelände des Landgasthauses Adebahr (heute Waldcamp Südheide) eine neue Schießsportanlage gebaut und im folgenden Jahr in Betrieb genommen.
1975 konnte die erste Kreiskönigswürde erreicht werden. Adolf Karstens hieß der Titelträger. Im Jahre 1977 wurde das 25-jährige Jubiläum gefeiert. Zu Gast waren 15 Nachbarvereine mit rund 300 Schützen. 1979 wurde eine Kinderschützengruppe gegründet. Erste Kinderkönigin wurde Diana Severit. Gleichzeitig wurde in diesem Jahr der erste Maikäferball gefeiert. Dieser findet bis heute am Freitag vor dem Schützenfestwochenende statt.
Zum 455. Schützenfest in Hannover im Jahre 1984 erhielt der Maseler Schützenverein exklusiv eine Einladung. Die Schützen wurden im Rathaus durch Oberbürgermeister Schmalstieg, Präsident Kook und Minister Egon Franke empfangen.
1985 wurde schließlich auch eine Jungschützinnenkompanie gegründet. Die Konstellation aus Schützenkompanie, Damenkompanie, Jungschützen- und Jungschützinnenkompanie und Kinderschützen besteht bis heute. Erste Jungschützenkönigin wurde Tanja Olfermann.
1987 erfolgt der Eintrag in das Vereinsregister. Seitdem trägt der Verein den Zusatz e.V.
Zum 40-jährigen Jubiläum wurde 1992 wieder ein großes Schützenfest mit vielen Nachbarvereinen gefeiert. Ehrenlandrat Heinrich Warnecke hielt dazu eine Ansprache. Im gleichen Jahr konnte Rosemarie Hassemer die Würde der Kreisschützenkönigin erringen und gleich im Folgejahr wurde Brigitte Volkmer ebenfalls Kreisschützenkönigin.
Nach einem Beschluss im Jahre 1998 wurde mit dem Bau einen neuen Schützenhauses mit Schießstand begonnen und am 3. September 2000 fand die Einweihung des Schützenhauses statt.
Der zweite Kreisschützenkönig aus dem Verein bekam man im Jahr 2000 mit Heinrich Warnecke III. Außerdem erreichte im gleichen Jahr Torben Niebuhr als erster Jungschütze aus dem Verein die Würde des Kreisjungschützenkönigs.
Das 50-jährige Bestehen fand mit einem Jübiläumsschützenfest im Jahre 2002 statt.
Im Jahre 2006 wurden mit dem Samtgemeindekönigsschießen und dem Samtgemeindejungschützenköngisschießen zwei neue Schießsportwettbewerbe ins Leben gerufen, wo auch die Maseler Schützen jährlich teilnahmen. Die Würde des Samtgemeindejungschützenkönigs ging in den ersten 3 Jahren an die jeweiligen Maseler Jungschützenkönige: Nils Winkler (2006), Oliver Heerdes (2007) und Florian Heerdes (2008). Erst im Jahre 2013 folgte mit Janis Winkler der nächste Maseler Samtgemeindejungschützenkönig.
2014 erreichte Nils Winkler als zweiter Maseler Jungschützenkönig die Würde des Kreisjungschützenkönigs.
In den Jahren 2020 und 2021 wurde erstmals in der Geschichte des Vereins aufgrund der COVID-19-Pandemie kein Schützenfest gefeiert.

#### Teichfreunde Masel
Die Pflege und Bewirtschaftung des Dorfteiches übernimmt der Verein Teichfreunde Masel.

## Wirtschaft und Infrastruktur

### Unternehmen
In Masel befindet sich der Campingplatz „Waldcamp Südheide“, ehemals Pension „Landhaus Adebahr“. Das Lohnunternehmen Steffen Prilop ist ebenfalls in Masel ansässig.
Die Gaststätte Eduard Kosigk, der auch ein Lebensmittelgeschäft angeschlossen war, befand sich in einem ehemaligen Schulgebäude und wurde inzwischen geschlossen, so dass es keine Einkaufsmöglichkeiten des täglichen Bedarfs mehr in Masel gibt.

### Medien
Einige Episoden der 3. Staffel (Start: 10. August 2014) der ZDF-Sendung Die Büffelranch widmen sich dem Betrieb auf dem Maseler Büffelhof Heerdes.

### Öffentliche Einrichtungen

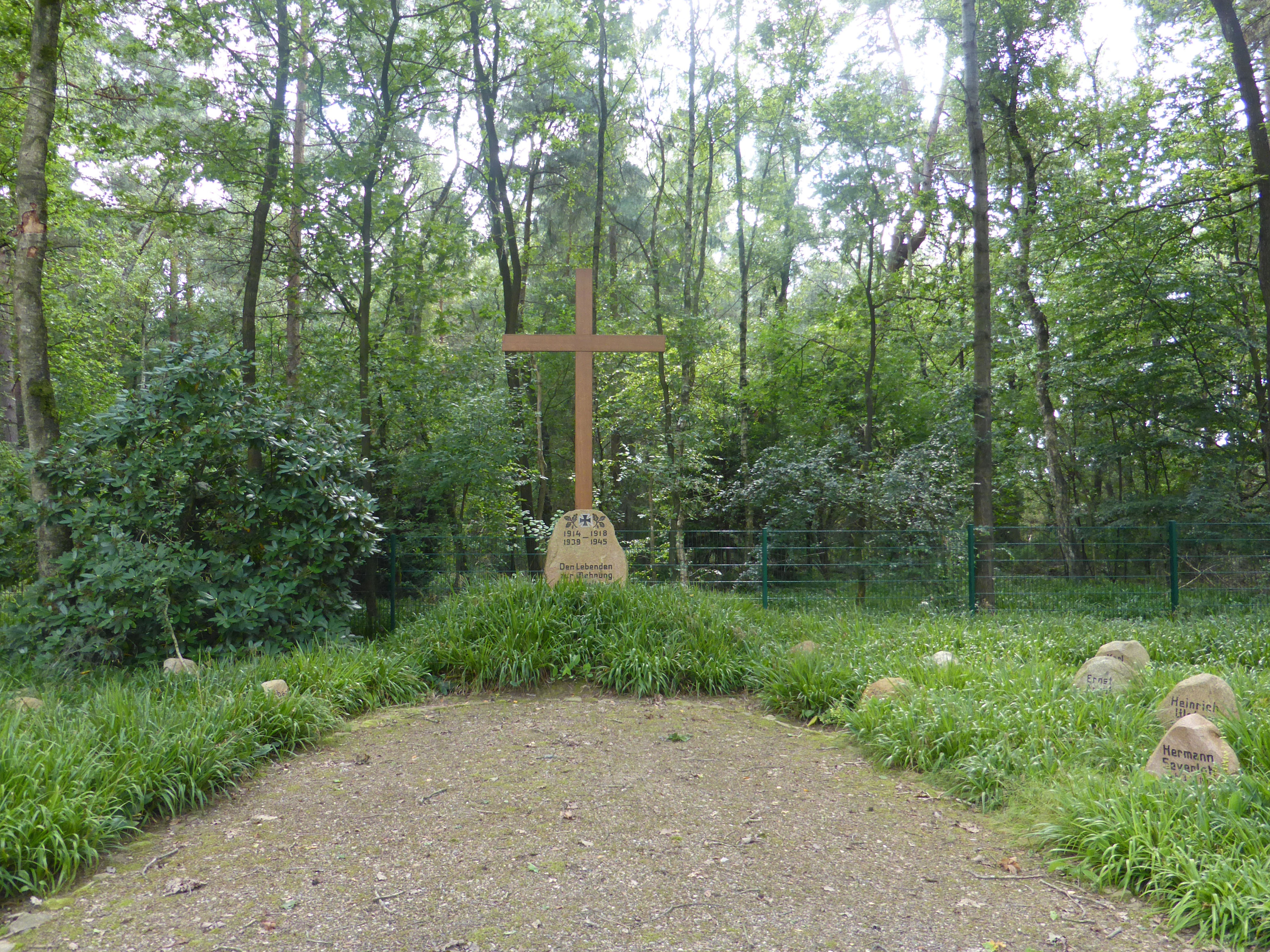
Ehrenhain

In Masel bestehen ein Spielplatz und ein Schützenhaus. Der Friedhof befindet sich außerhalb der Ortslage von Masel an der Straße nach Hankensbüttel, dort wurde auch ein Ehrenhain für die Gefallenen der beiden Weltkriege angelegt.
Die Poststelle, die dem Hauptpostamt Celle angeschlossen war, und die Schule wurden geschlossen. Über eine Freiwillige Feuerwehr verfügt Masel nicht.

### Verkehr
Durch Masel verläuft die Landesstraße 280, durch die Masel mit Sprakensehl und Hankensbüttel verbunden ist. Die Kreisstraße K8 verbindet Masel mit Allersehl. Rund zwei Kilometer westlich von Masel verläuft die Bundesstraße 4, rund fünf Kilometer südlich von Masel die Bundesstraße 244. Linienbusse fahren von Masel aus bis nach Bokel und Hankensbüttel, im Schülerverkehr auch nach Groß Oesingen.

## Persönlichkeiten

### Söhne und Töchter von Masel
- Heinrich Warnecke (1923–1995), Politiker (CDU) und Abgeordneter des Niedersächsischen Landtages